# Almena (Wisconsin)
Almena é uma vila localizada no estado norte-americano de Wisconsin, no Condado de Barron.

## Demografia
Segundo o censo norte-americano de 2000, a sua população era de 720 habitantes. 
Em 2006, foi estimada uma população de 735, um aumento de 15 (2.1%).

## Geografia
De acordo com o United States Census Bureau tem uma área de 
2,6 km², dos quais 2,6 km² cobertos por terra e 0,0 km² cobertos por água. Almena localiza-se a aproximadamente 392 m acima do nível do mar.

## Localidades na vizinhança
O diagrama seguinte representa as localidades num raio de 20 km ao redor de Almena. 